# 刘石岗镇
刘石岗镇，是中华人民共和国河北省邢台市沙河市下辖的一个乡镇级行政单位。

## 行政区划
刘石岗镇下辖以下地区：
刘石岗村、上关村、东柳泉村、西柳泉村、孟石岗村、李石岗村、南石岗村、后石岗村、御路村、梁庄村、新庄村、渡口村、八里庙村、渐凹村、将军墓村、北沟村、大坪村、寺庄村和石岭村。